# Clypeaster humilis
Clypeaster humilis is een zee-egel uit de familie Clypeasteridae.
De wetenschappelijke naam van de soort werd in 1778 gepubliceerd door Nathanael Gottfried Leske.